# Palau de Festos

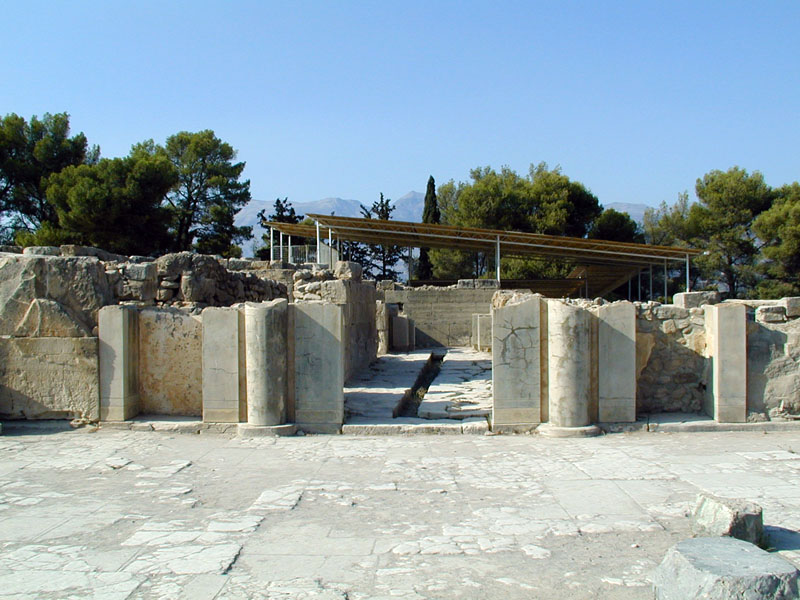
Una altra entrada al palau

El palau de Festos és una estructura arquitectònica, exemple típic de l'arquitectura minoica i els palaus minoics, situat a Festos (Phaistós), al sud de Creta.
El palau vell, com el de Cnossos, fou construït vers el 2000 aC i va estar en ús fins vers el 1700 aC, quan fou destruït pel foc. Sobre les seves ruïnes es va construir el palau nou, que fou destruït vers el 1500 aC, com altres palaus minoics.
El palau nou té al centre un peristil, al voltant del qual hi havia les habitacions; els magatzems i capelles són a la banda occidental; les habitacions reials al nord; i les cambres de treball a l'est; a l'oest dels magatzems hi ha l'àrea teatral, amb els camins de la processó, i sota, els graners de l'antic palau. El propileu occidental, entrada monumental al palau, és l'estructura d'aquest tipus més impressionant coneguda.
Alguns dels objectes trobats al palau són exhibits al Museu Arqueològic d'Heràkleion.
Després de l'abandonament del palau, algunes parts van romandre ocupades per particulars durant l'anomenat període postpalatal. En el període arcaic, es va construir el temple de la Gran Mare o Rea sobre les restes de l'antic palau, a la banda sud.
Els palaus foren estudiats per en F. Halbherr i n'A. Taramelli des del 1884. Durant les excavacions de la segona meitat del segle xx, s'hi varen fer treballs de consolidació i restauració.